# ساموئل ییرگا
ساموئل ییرگا، نوازنده و آهنگساز اهل اتیوپی است که با ریل ورلد رکوردز پیتر گابریل قرارداد بسته‌است.

## بررسی کوتاه
ساموئل در ۱۶ سالگی در مدرسهٔ موسیقی یارد در آدیس آبابا پذیرفته شد. بعدها او به خاطر آن که دوست داشت تجربه‌های جدید را امتحان کند و و به جای پایبندی به برنامهٔ درسی کلاسیک اصرار بر نواختن موسیقی سنتی و معاصر اتیوپی داشت، از مدرسه اخراج شد. موسیقی او ترکیبی از موسیقی سنتی آزماری، اتیو جاز، داب، رگی، جاز، لاتین و موسیقی کلاسیک است.
عنوان اولین آلبوم او، Guzo، به معنای «سفر» است. خوانندگان برجسته عبارتند از گروه کر کریول کوبا، مل گارا خوانندهٔ عراقی-بریتانیایی و نیکولت خوانندهٔ نیجریه‌ای-بریتانیایی. نیک پیج تهیه‌کنندهٔ این آلبوم است. نوازندگان این آلبوم اهل اتیوپی، اروپا و کارائیب هستند.
ساموئل همچنین عضو Dub Colossus و گروه فانک اتیوپی Nubian Arc است.

## دیسکوگرافی
آلبوم‌ها
- Guzo - 2012 (ریل ورلد رکوردز)[۴]

هنرمند مشارکت‌کننده
- - The Rough Guide to the Music of Ethiopia - 2012 (World Music Network)
  - Hagere - 2011 (EP, 4 tracks)
  - The Habesha Sessions - 2011 (6 tracks)